# She Knows Me Too Well
«She Knows Me Too Well» es una canción escrita por Brian Wilson y Mike Love para The Beach Boys. Fue publicado en Today! de 1965. También fue editado en el lado B del sencillo "When I Grow Up (To Be a Man)" en 1964.

## Historia
En noviembre de 1969 el padre de los hermanos Wilson, Murry Wilson vendió los derechos de autor de las canciones de The Beach Boys de la editorial Sea of Tunes a Irving Almo por aproximadamente 700.000 dólares. En abril de 1992, después de que Brian Wilson había ganado un juicio y recuperara los derechos de autor de sus canciones, Mike Love presentó una demanda contra Brian reclamando que no lo habían acreditado en algunas de ellas, y por lo tanto no había recibido las regalías correspondientes en más de treinta de las canciones de la banda. Una de estas canciones era "She Knows Me Too Well". La canción al principio fue acreditada únicamente a Brian Wilson. Mike Love ganó el juicio y por lo tanto de allí en más figura en los créditos junto a Wilson.

## Grabación
La canción fue grabada en más de dos sesiones en Western Recorders Studio en 1964, con Chuck Britz como ingeniero de sonido y producido por Brian Wilson. La primera sesión fue el 5 de agosto, para la grabación de la pista instrumental. El 8 de agosto se registró la voz. La voz que aparece de fondo es doblada, tal como ellos están en la mayor parte de las canciones. Sin embargo, la ventaja vocal la tiene Brian.
La parte instrumental destacó a Carl Wilson en guitarra eléctrica, Alan Jardine en el bajo eléctrico, Brian Wilson en el piano acústico y Dennis Wilson en su respectiva batería. La voz principal la tiene Brian Wilson, Carl y Dennis Wilson, Mike Love y Alan Jardine en coros y armonías.

## Sencillo
En agosto de 1964, "She Knows Me Too Well" fue publicado en los Estados Unidos como el lado B del sencillo "When I Grow Up (To Be a Man)". La canción alcanzó su puesto máximo en la posición número n.º 9 en Billboard. También fue publicada en julio de 1966 en el Reino Unido otra vez como el lado B de "When I Grow Up (To Be a Man)".